# Famille Bontemps
Pour les personnes ayant le même patronyme, voir Bontemps.
La famille Bontemps est une famille française, originaire de Marseille. Elle s'est fixée à Paris au milieu du XVIIe siècle, fut anoblie au XVIIe siècle et s'est éteinte en 1766.
Elle compte parmi ses membres plusieurs valets de chambre au château de Versailles dont le plus connu fut Alexandre Bontemps valet et homme de confiance du roi Louis XIV.

## Histoire
La famille Bontemps remonte son origine connue à Jean Baptiste Bontemps, originaire de Gardanne, qui fut premier chirurgien puis premier valet de chambre ordinaire du roi Louis XIII.
Jean Baptiste Bontemps fut anobli par lettres patentes de janvier 1650. Ces lettres étant révoquées par la déclaration de septembre 1664 révoquant toutes les lettres de noblesse accordées depuis 1630, Alexandre Bontemps, son fils, dut demander en avril 1665 des lettres de confirmation de noblesse qui lui furent accordées.
Plusieurs de ses membres furent premier valet de chambre ordinaire du roi et jouirent d'une grande influence à Versailles sous les rois Louis XIV et Louis XV.
Elle s'éteignit en postérité masculine en 1766,.

## Personnalités
- Jean Baptiste Bontemps, né le 25 mai 1584[3] et mort le 8 mai 1659[4]. Premier chirurgien du roi Louis XIII de 1633 à 1643, premier valet de chambre ordinaire du roi du 21 avril 1643[5] au 8 mai 1659[2]. Il épousa Marguerite Le Roux[6].
- Alexandre Bontemps, né le 9 juin 1626 et mort à Paris le 17 janvier 1701, fils aîné de Jean Baptiste Bontemps. Écuyer, conseiller et premier valet de chambre ordinaire du roi du 14 avril 1652[5] (en survivance de son père) puis du 8 mai 1659 au 17 janvier 1701, secrétaire général des Suisses et Grisons, gouverneur de la ville de Rennes, intendant des châteaux, parcs et domaines  de Versailles de 1665 à 1701 et Marly de 1679 à 1701, surintendant de la maison de la Dauphine en 1679, chevalier de l’ordre de Saint-Lazare et de Notre-Dame du Mont-Carmel, vicaire de l’ordre de Saint-Lazare et de Notre-Dame du Mont-Carmel[2].  Il est le personnage le plus illustre de la famille Bontemps. Le concernant, les historiens dépeignent un homme bon et dévoué au roi. Il était craint malgré cela même par les ministres et les hommes publics[7]. Il est le témoin de mariage de Louis XIV lorsque celui-ci s'unit avec Madame de Maintenon[8]. Alexandre Bontemps était l'homme de confiance, l'avant-main de Louis XIV. À sa mort, Saint-Simon en fait ce portrait : « C'était par lui que passaient tous les ordres et les messages secrets, les audiences ignorées, qu'il introduisait chez le roi, les lettres cachées au roi et du roi, et tout ce qui était mystère »[9]. Il épousa le 6 mars 1667 Claude-Marguerite Bosc, fille de Claude Bosc, conseiller du roi, dont il eut trois enfants : Louis qui suit, Alexandre-Nicolas, premier valet de chambre de la garde robe ordinaire du roi, et Marie-Madeleine, mariée à Jean Baptiste Lambert, chevalier, seigneur de Thorigny.
- Louis Bontemps , écuyer, né le 14 mars 1669 à Paris, décédé le 22 mars 1742. Fils aîné d’Alexandre Bontemps. Filleul de Louis XIV. Il est gouverneur du Palais Royal des Tuileries, bailli et capitaine des chasses de la Varenne du Louvre, commandeur, prévôt et maître de cérémonie de l’ordre de Saint-Lazare et de Notre-Dame du Mont-Carmel, surintendant des bâtiments et jardins de la reine, premier valet de chambre ordinaire du roi de 1701 à 1742 en survivance à son père[2]. Il épousa Charlotte Le Vasseur, fille de Nicolas Le Vasseur, marquis de Saint-Vrain. Il en eut six enfants dont deux fils : Louis-Alexandre Bontemps qui suit et Alexandre Jean Baptiste Bontemps, officier militaire dans le régiment de Villars, sans postérité.
- Louis Bontemps II, né en 1703, décédé le 3 mars 1747, chevalier, gouverneur du château des Tuileries, bailli & capitaine des chasses de la Varenne du Louvre, chevalier des Ordres royaux & militaires de Saint Lazare de Jérusalem & de Notre Dame du  Mont Carmel, premier valet de chambre ordinaire du roi de 1742 à 1747 en survivance à son père[2]. Il épousa N. Belon dont un fils unique Louis Dominique[1],[2] qui suit et deux filles.
- Louis-Dominique Bontemps, né en 1738, décédé le 20 janvier 1766, chevalier, gouverneur du palais des Tuileries, premier valet de chambre ordinaire du roi de 1747 à 1766, en survivance à son père[2]. Il meurt prématurément en 1766 dernier représentant mâle de sa famille, ne laissant que trois filles en bas âge de son mariage avec Jeanne-Thérèse Tessier (qui se remaria à Claude de Thiard comte de Bissy), l'une de ses filles Marie Charlotte décédée en 1838 épousa successivement le duc de La Châtre et le marquis de Jaucourt[1].

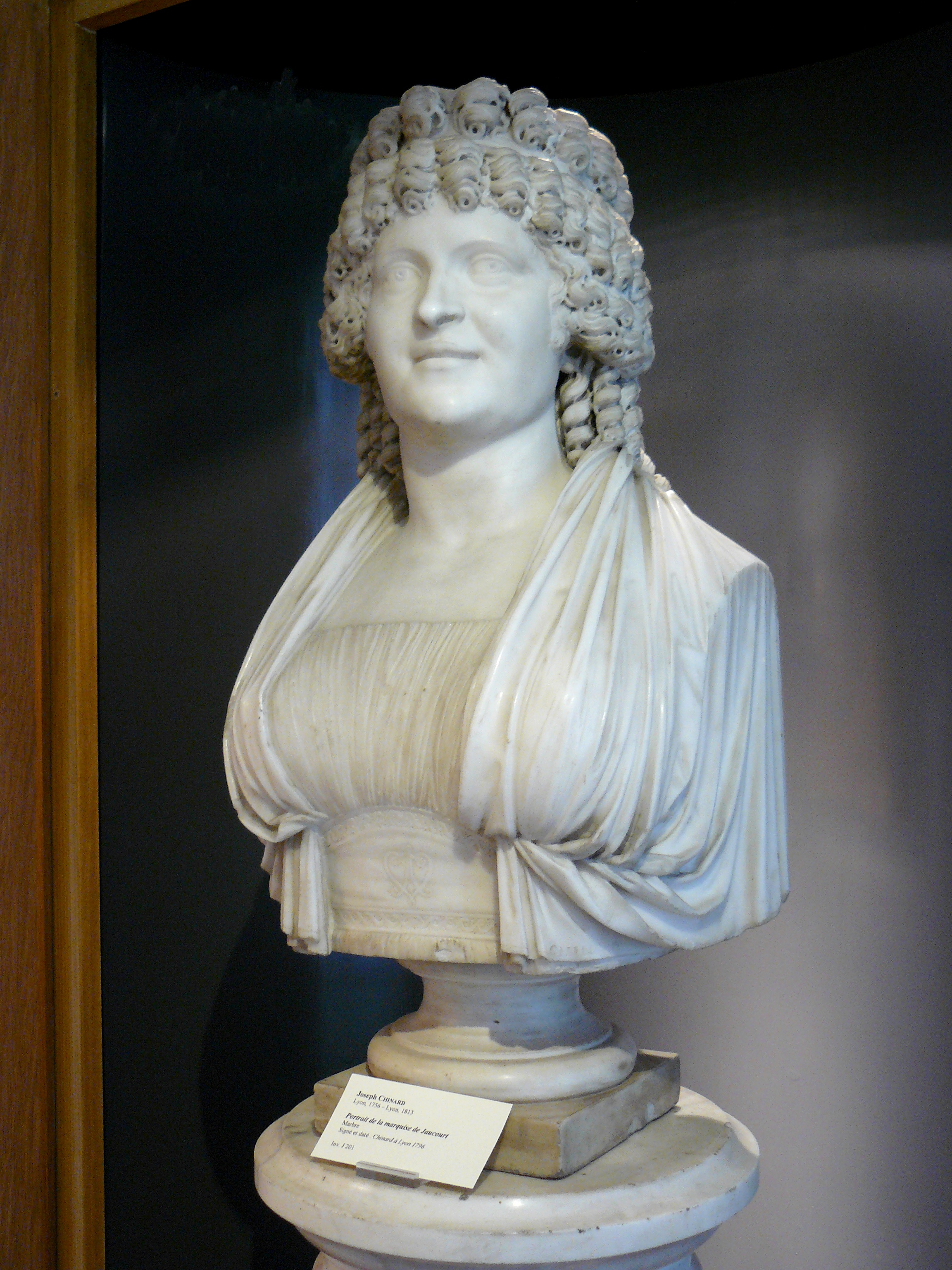
Buste de Marie Charlotte Louise Perrette Aglaé Bontemps (1762-1848), comtesse de La Châtre, par Joseph Chinard (Lyon, 1796), Musée Cognacq-Jay
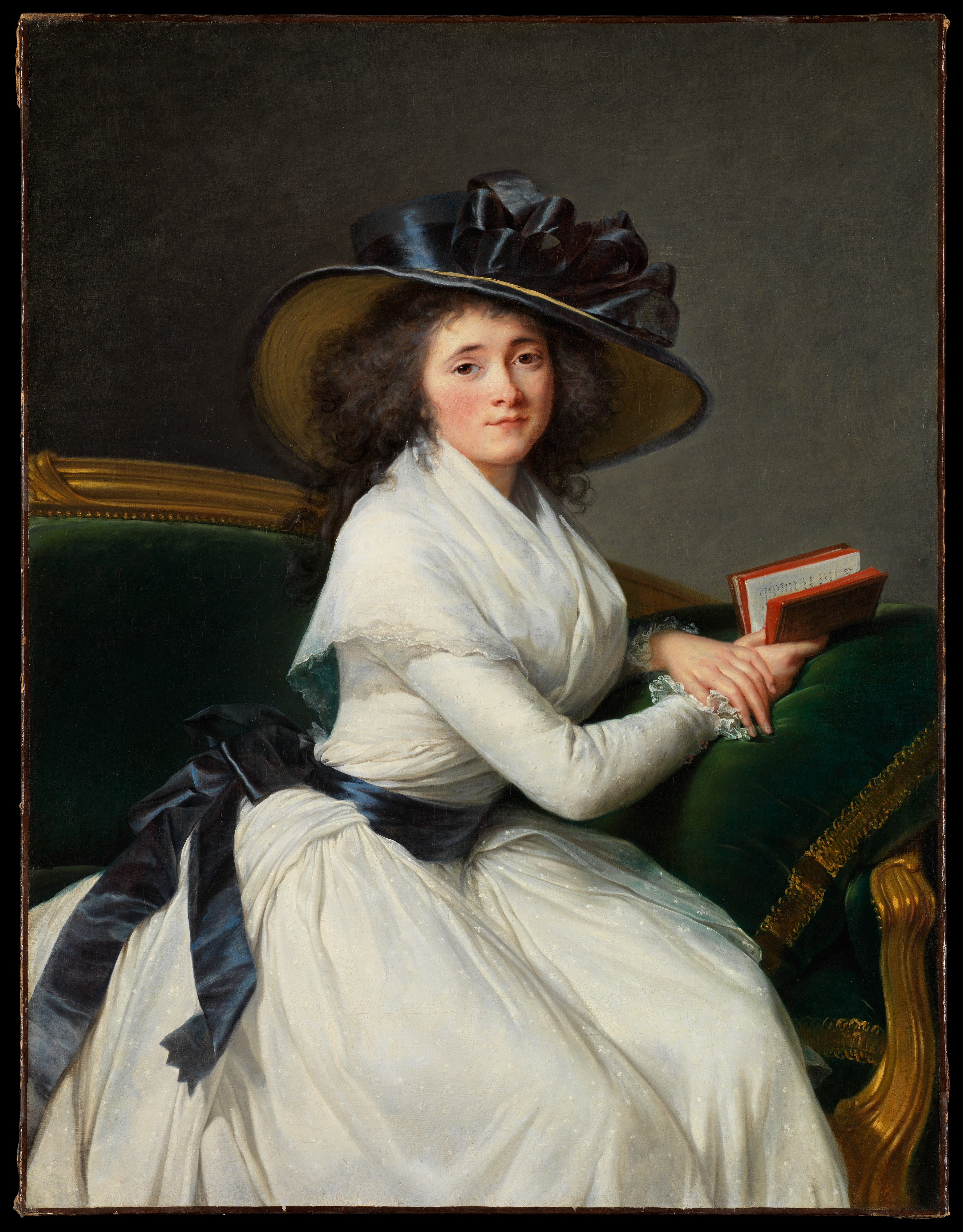
La Comtesse de La Châtre par Élisabeth Vigée-Lebrun, 1789, Metropolitan Museum of Art, New York.

## Alliances
La famille Bontemps s'allia aux familles, : Le Roux, Bosc, Lambert de Thorigny, Le Vasseur de Saint-Vrain, de Camus, de Varennes de Gournay, d'Essel du Breuil, Chauveron de Saint-Leger, Belon, de Beaujon, Teissier, de La Châtre, de Jaucourt, etc.

## Armoiries
- Bontemps : D'or, à un arbre de sinople, et un chef de gueules chargé d'un lion passant d'or léopardé

## De la charge de premier valet de chambre ordinaire du roi
La fonction de premier valet  de chambre ordinaire du roi n'est pas une charge anoblissante. C'est la raison pour laquelle Jean Baptiste Bontemps fut anobli par lettres patentes en 1650 et Alexandre Bontemps, son fils, demanda en 1665 des lettres de confirmation de noblesse.
« Le roi François Ier commença à distinguer les gentilshommes de sa chambre d’avec les valets de chambre les premiers furent choisis parmi la noblesse et la place des derniers fut abandonnée à la roture ainsi que celle des valets de garde-robe. Le roi ne prit plus de valets de chambre à son service que ceux qui lui étaient nécessaires mais toute la noblesse s’empressa d’obtenir le titre de gentilhomme de la chambre du roi ».
Saint-Simon comparait les premiers valets de chambre du roi « à ces puissants affranchis des empereurs romains à qui le sénat et les grands de l’empire faisaient leur cour ».
Il faut tout d’abord noter qu’il y avait quatre premiers valets de chambre qui dirigent alors la chambre du roi par quartier. Compte tenu de leur grande influence sur le roi, on créa quatre postes pour limiter leur pouvoir sur celui-ci. Cependant ces hommes cumulent plusieurs charges, ce qui leur permet de rester à la cour toute l’année. Ils dirigent les trente-deux valets de chambre ordinaires du roi et les serviteurs de la maison du roi.

## Pour approfondir